# 吉村達也
吉村 達也（よしむら たつや、1952年3月21日 - 2012年5月14日）は、日本の小説家。男性。

## 略歴
東京都出身。東京都立田園調布高等学校を経て一橋大学商学部卒業。フジサンケイグループ入社後、ニッポン放送制作部ディレクター、編成部員を経て扶桑社に出向。扶桑社時代に書いた『Kの悲劇』でデビュー。書籍編集長勤務を経て、1990年より専業作家となる。
ニッポン放送在籍中には、ラジオディレクターでありながらオールナイトニッポンのパーソナリティを半年間担当していた。詰将棋作家でもあり、1996年には将棋世界誌において最優秀作品に選ばれた。
2012年5月14日午前10時34分、進行性胃癌のため東京都千代田区の佐々木研究所附属杏雲堂病院で死去。60歳没。自らのオフィシャルサイトにて「長らくごぶさたしておりました。 突然ですが、私はこの度、死んでしまいました。」と発表がなされた。投稿は遺族によるものだが、本文は生前に吉村自身によって起草されたものであり、更新のタイミング（亡くなった日に更新すること）も本人の希望によるものである。
言語に対して強い関心を持っており、晩年には60以上の言語を調べていた。

## 作風
デビュー直後は、派手なトリックを用いたミステリー作品を主流としていた。しかし、次第にトリックよりも人間の心理を重視するストーリー展開の作品がメインとなっていった。編集者経験者のため作家の創作姿勢や業界慣習などについて非常に批評的かつ意識的で、「ベストセラー殺人事件」のような業界内幕ものも書いている。

## 作品リスト
括弧内は執筆順である。

### 推理

#### シリーズ外
- Kの悲劇 (001)（「杠葉啓」名義で刊行） 扶桑社、1986.2　のち角川文庫、徳間文庫
- 創刊号殺人事件 (003)　有楽出版社、1987.7　のち角川文庫
- エンゼル急行を追え　超能力少女誘拐計画 (006)　中央公論社C★NOVELS、1988.3
- ゴーストライター (007)　カドカワノベルズ、1990.5
  - 『幽霊作家殺人事件』に改題　角川文庫、1997.12
- 三十三人目の探偵 (010) 角川文庫、1991.1
  - 『ハイスクール殺人事件』に改題　角川文庫、1997.9
- それは経費で落とそう (036)　角川書店、1992
  - 『「丸の内殺人物語」』に改題
- [会社を休みましょう]殺人事件 (052)　光文社文庫、1993.9
- 黒白の十字架 (025)　TENZAN NOVELS、1992.6 ……　コンテンツに連動する形で、横書きでの出版。日本の印刷された小説では極めて珍しい。
  - 完全リメイク版 黒白の十字架 (151)　講談社文庫、2003.6
- ミステリー教室殺人事件 (067)　光文社文庫、1994.9
- 一身上の都合により、殺人 (068)　祥伝社、1994.9
- 私も組織の人間ですから 大人のための恐怖ミステリー (071)　角川書店、1994.11
  - 書き下ろし表題作の中編を加えて『西銀座殺人物語』に改題 (087)　角川文庫、1996.4
- ダイヤモンド殺人事件 (072)　光文社文庫、1994.12
- 侵入者ゲーム (089)　講談社、1996.7
- 定価200円の殺人 (092)　角川mini文庫、1996.11
- クリスタル殺人事件 (104)　光文社文庫、1997.9
- 感染列島 パンデミック・イブ (195)　小学館、2008.12
  - 映画『感染列島』のメディアミックスの一環として執筆された、映画本編の前日譚。
  - 『感染列島 パンデミック・デイズ』に改題、加筆　小学館文庫、2009.7
- 蛍坂 (200)　ワニブックス、2009.10
  - 『そのカメラで撮らないで』に改題　角川ホラー文庫、2018.12

#### 志垣警部＋和久井刑事シリーズ
- キラー通り殺人事件 (005)　講談社Ｊノベルス、1987.9
  - 『キラー通り殺人事件【完全リメイク版】』に完全改稿 (134)　講談社文庫、2002.3
- 富士山殺人事件 (060)　祥伝社ノン・ノベル、1994.3
- 回転寿司殺人事件 (126)　ケイブンシャ･ノベルス、2001.6

#### 烏丸ひろみシリーズ
- カサブランカ殺人事件 (002)　広済堂出版、1987.4
  - 『逆密室殺人事件』に改題　角川文庫、1991.5
- 南太平洋殺人事件 (004)　広済堂出版、1987.8　のち角川文庫
- トリック狂殺人事件 (014)　カドカワノベルズ、1991.5　のち文庫
- ABO殺人事件 (020)　カドカワノベルズ、1992.1
  - 『血液型殺人事件』に完全改稿 (073)　角川文庫、1994.12
- 薔薇色の悲劇 (037)　実業之日本社ジェイノベル、1992.11
  - 『美しき薔薇色の殺人』に改題
- 檸檬色の悲劇 (044)　実業之日本社ジェイノベル、1993.4
  - 『哀しき檸檬色の密室』に改題
- 瑠璃色の悲劇 (050)　実業之日本社ジェイノベル、1993.8
  - 『妖しき瑠璃色の魔術』に改題
- ラベンダーの殺人 (099)　角川mini文庫、1997.5
  - 『富良野ラベンダー館の殺人』に改稿 (164)
- 怪文書殺人事件 (112)　ケイブンシャ･ノベルス、1999.8
- 「シアトルの魔神」殺人事件 (123)　角川文庫、2001.4
- 嵯峨野白薔薇亭の殺人 (174)　角川文庫、2006.1

#### OL捜査網シリーズ
- OL捜査網 (012)　光文社文庫、1991.4
- 夜は魔術（マジック） (023)　光文社文庫、1992

#### 軽井沢純子シリーズ
- 算数・国語・理科・殺人  礼儀正しい死者たち (016)　祥伝社ノン・ポシェット、1991.8
- 英語・ガイジン・恥・殺人 (018)　祥伝社ノン・ポシェット、1991
  - 『［英語が恐い]殺人事件』に改題
- ピタゴラスの時刻表 (031)　祥伝社ノン・ポシェット、1992.8
- ニュートンの密室 (034)　祥伝社ノン・ポシェット、1992.10
- アインシュタインの不在証明 (043)　祥伝社ノン・ポシェット、1993.4

#### 氷室想介シリーズ
- 編集長連続殺人－13日目の惨劇－ (008)　光文社文庫、1990.7
- スターダスト殺人物語 (009)　光文社カッパノベルス、1990.9
  - 『旧軽井沢R邸の殺人』に改稿 (057)　光文社文庫、1994.2
- 五重殺＋5 (011)　光文社カッパノベルス、1991.1
  - 『シンデレラの五重殺』に改題 (064) 　光文社文庫、1994.7
- 六麓荘の殺人 (026)　光文社カッパノベルス、1992.6　のち文庫
- 御殿山の殺人 (041)　光文社カッパノベルス、1993.2
- 金沢W坂の殺人 (053)　光文社カッパノベルス、1993.11
- 小樽「古代文字」の殺人 (069)　光文社カッパノベルス、1994.10
- 「香港の魔宮」殺人事件 (081)　ワンナイトミステリー3　角川文庫、1995
- 「北京の龍王」殺人事件 (128)　角川文庫、2001.8
- 能登島黄金屋敷の殺人 (086)　カッパ・ノベルス、1996.2
- 空中庭園殺人事件 (101)　光文社文庫、1997.7
- 「倫敦の霧笛」殺人事件 (118)　角川文庫、2000.8
- 心霊写真―氷室想介のサイコ・カルテ― (130)　カッパ・ノベルス、2001.10
  - 『遠隔推理―氷室想介の事件簿』に改題、文庫化

- ☆魔界百物語シリーズ（旧）・・・全100巻による構想が予告されていたが、3巻まで刊行された段階で中断。
  - 京都魔界伝説の女 (114)　カッパ・ノベルス、1999.11
  - 平安楽土の殺人 (133)　カッパ・ノベルス、2002.2
  - 万華狂殺人事件 (161)　カッパ・ノベルス、2004.9

- ☆魔界百物語シリーズ（新）・・・旧版同様、全100巻による構想を持ち、5巻までのタイトルが公表されていた[7]。作者逝去により未完。
  - 妖精鬼殺人事件 (218)　飯塚書店、2011.9　のち角川ホラー文庫
  - 京都魔王殿の謎 (221)　飯塚書店、2011.12　のち角川ホラー文庫
  - 幻影城の奇術師 (223)　飯塚書店、2012.2　のち角川ホラー文庫
  - 殺人者の舞踏会（未刊）
    - 生前に第一章のみ完成しており、没後『幻影城の奇術師』文庫化にあたって、巻末に特別収録された。

  - QAZ（未刊）

#### ラジオディレクター青木聡美シリーズ
- 死者からの人生相談 (015)　ベストセラーズ、1991.7
- 死者に捧げるプロ野球 (028)　双葉ノベルス、1992.7
  - 『「巨人─阪神」殺人事件』に改題

#### 朝比奈耕作シリーズ
- 私が私を殺す理由 (013)　トクマ・ノベルズ、1991.4
  - 『「伊豆の瞳」殺人事件』に完全改稿 (055)　徳間文庫、1994.1
- そして殺人が始まった (017) トクマ・ノベルズ、1991.9
  - 『「戸隠の愛」殺人事件』に完全改稿 (056)　徳間文庫、1994.2
- 雪と魔術と殺人と (019)　トクマ・ノベルズ、1991.12
  - 『「北斗の星」殺人事件』に完全改稿 (059)　徳間文庫、1994.3
- ☆「惨劇の村」五部作
  - 花咲村の惨劇 (022)　トクマ・ノベルズ、1992.5　のち文庫
  - 鳥啼村の惨劇 (024)　トクマ・ノベルズ、1992.6　のち文庫
  - 風吹村の惨劇 (029)　トクマ・ノベルズ、1992.7
  - 月影村の惨劇 (030)　トクマ・ノベルズ、1992.8
  - 最後の惨劇 (033) トクマ・ノベルズ、1992.9
- 出雲信仰殺人事件 (042) カドカワノベルズ、1993.3
- 金閣寺の惨劇 (045)　トクマ・ノベルズ、1995.5
- 銀閣寺の惨劇 (046)　トクマ・ノベルズ、1995.5
- 邪宗門の惨劇 (054)　角川文庫、1993.12
- ☆惨劇の島・三部作
  - 宝島の惨劇 (062)　トクマ・ノベルズ、1994.4
  - 水曜島の惨劇 (063)　1994.5
  - 血洗島の惨劇 (074)　トクマ・ノベルズ、1995.1
- 観音信仰殺人事件 (070)　カドカワノベルズ、1994.11
- 銀河鉄道の惨劇 (上・下) (077, 085)　トクマ・ノベルズ、1995.7(上)、1996.2(下)
- 「カリブの海賊」殺人事件 (080) ワンナイトミステリー2　角川文庫、1995.8
- 私の標本箱 (082)　講談社ノベルス、1995.9
  - 『ベストセラー殺人事件』に改題
- トワイライトエクスプレスの惨劇 (083)　カドカワノベルズ、1995.11
- 「あずさ2号」殺人事件 (093)　カドカワノベルズ、1996.11
- 「富士の霧」殺人事件 (095)　トクマ・ノベルズ、1996.12
- 「長崎の鐘」殺人事件 (100)　トクマ・ノベルズ、1997.5
- 新幹線秋田「こまち」殺人事件 (103)　カドカワエンタテインメント、1997.8
- 鬼死骸村の殺人 (107)　ハルキ･ノベルス、1998.7
- ☆四季の殺人
  - 「吉野の花」殺人事件 (108)　トクマ・ノベルズ、1999.3
  - 「横濱の風」殺人事件 (129)　トクマ・ノベルズ、2001.9
  - 「鎌倉の琴」殺人事件 (141)　トクマ・ノベルズ、2002.10
  - 「舞鶴の雪」殺人事件 (149)　トクマ・ノベルズ、2003.5
- 地球岬の殺人 (113)　ハルキ･ノベルス、1999.8
- 天井桟敷の貴婦人 (117)　トクマ・ノベルズ、2000.2
- 「ナイルの甲虫（スカラベ）」殺人事件 (120)　角川文庫、2001.1
- ☆「新・惨劇の村」五部作
  - 青龍村の惨劇 (163)　トクマ・ノベルズ、2004.12
  - 朱雀村の惨劇 (170)　トクマ・ノベルズ、2005.7
  - 白虎村の惨劇 (173)　トクマ・ノベルズ、2006.2
  - 玄武村の惨劇（未刊）
  - 愛の奇蹟（未刊）
    - この五部作でもって朝比奈耕作シリーズは終結し、今後の刊行は一切無いとしていた[8]。
    - 4、5巻はタイトルのみ予告されていたが、作者逝去のため未刊行となり、シリーズは途絶した[9]。

#### 里見捜査官シリーズ
- 時の森殺人事件（全6巻） (021, 027, 032, 035, 038, 040)中央公論社C★NOVELS、1992-93　のち文庫……この小説は、発表時点で「最も長い推理小説」であった。
- 読書村の殺人 (048)　中央公論社C★NOVELS、1993.7
- 日本国殺人事件 (098)　ハルキ文庫、1997.4

#### 温泉殺人事件シリーズ
- 修善寺温泉殺人事件 (039)　ケイブンシャノベルス　1992.12　のち文庫
- 由布院温泉殺人事件 (047)　講談社ノベルス　1993.6　のち文庫
- 龍神温泉殺人事件 (051)　講談社ノベルス　1993.9　のち文庫
- 白骨温泉殺人事件 (058)　ケイブンシャノベルス　1994.2　のち文庫
- ランプの秘湯殺人事件 (065)　フェミナノベルズ　1994.7　のち文庫
- 五色温泉殺人事件 (066)　講談社ノベルス　1994.8　のち文庫
- 知床温泉殺人事件 (075)　講談社ノベルス　1995.3　のち文庫
- 天城大滝温泉殺人事件 (076)　JOY NOVELS　1995.6　のち文庫
- 猫魔温泉殺人事件 (088)　講談社ノベルス　1996.5　のち文庫
- 城崎温泉殺人事件 (094)　JOY NOVELS　1996.12　のち文庫
- 金田一温泉殺人事件 (096)　講談社ノベルス　1997.2　のち文庫
- 鉄輪温泉殺人事件 (105)　講談社ノベルス　1997.10　のち文庫
- 地獄谷温泉殺人事件 (110)　講談社文庫　1999.6
- 嵐山温泉殺人事件 (131)　講談社文庫　2001.11
- 蛇の湯温泉殺人事件 (132)　JOY NOVELS　2002.1　のち文庫
- 十津川温泉殺人事件 (139)　JOY NOVELS　2002.7　のち文庫
- 有馬温泉殺人事件 (140)　講談社文庫　2002.9
- 霧積温泉殺人事件 (150)　JOY NOVELS　2003.6　のち文庫
- 大江戸温泉殺人事件 (156)　JOY NOVELS　2004.2　のち文庫
- 「初恋の湯」殺人事件 (172)　JOY NOVELS　2005.12　のち文庫
- 伊香保温泉殺人事件 (184)　JOY NOVELS　2007.7　のち文庫
- 京都―宇奈月 トロッコの秘湯殺人事件 (193)　JOY NOVELS　2008.9　のち文庫
- 瀬戸内―道後殺人事件 (198)　JOY NOVELS　2009.7　のち文庫
- 八甲田山殺人事件 (202)　JOY NOVELS　2009.12　のち文庫
- 「人間失格」殺人事件 (205)　JOY NOVELS　2010.3　のち文庫
- 黒川温泉殺人事件 (209)　JOY NOVELS　2010.7　のち文庫
- 青荷温泉殺人事件 (214)　JOY NOVELS　2011.1

#### 世界遺産シリーズ
「温泉殺人事件シリーズ」の志垣警部と和久井刑事のコンビが登場するシリーズ。
- 白川郷 濡髪家の殺人 (210)　講談社ノベルス、2010.8
- 原爆ドーム０（ゼロ）磁場の殺人 (224)　講談社ノベルス、2012.4

#### 長谷川美枝子＋向井明弁護士シリーズ
- 鬼の棲む家 (190)　集英社文庫、2008.4
- 怪物が覗く窓 (194)　集英社文庫、2008.10
- コールドケース (197)　集英社文庫、2009.4
- 悪魔が囁く教会 (201)　集英社文庫、2009.10

#### 歴史ミステリーシリーズ
- 卑弥呼の赤い罠 (206)　集英社文庫、2010.4
- 飛鳥の怨霊の首 (211)　集英社文庫、2010.10
- 陰陽師暗殺 (217)　集英社文庫、2011.4
- 十三匹の蟹 (219)　集英社文庫、2011.10

#### レイルロードシリーズ
- 鳥取砂丘の青い風 (212)　実業之日本社文庫、2010.11

#### 警視庁超常犯罪捜査班「チームクワトロ」シリーズ
- 「巴里の恋人」殺人事件 (079)　ワンナイトミステリー1　角川文庫、1995
- 警視庁超常犯罪捜査班 File #1 ミステリオ (222)　角川ホラー文庫、2011.12
- 警視庁超常犯罪捜査班 File #2 勉教 (225)　角川ホラー文庫、2012.4

#### 心理サスペンス
- 京都天使突抜通の恋 (124)　集英社、2001.5
- やさしく殺して (136)　集英社文庫、2002.4
- 幻視鏡 (137)　双葉文庫、2002.5
- 別れてください (142)　集英社文庫、2002.10
- 第一印象 (143)　双葉文庫、2002.11
- 夫の妹 (147)　集英社文庫　2003.4
- しあわせな結婚 (154)　集英社文庫　2003.10
- 年下の男 (158)　集英社文庫　2004.4
- セカンド・ワイフ (162)　集英社文庫　2004.10
- 禁じられた遊び (167)　集英社文庫　2005.4
- 私の遠藤くん (171)　集英社文庫　2005.10
- 家族会議 (176)　集英社文庫　2006.4
- なぜ紫の夜明けに (177)　双葉社、2006.8
- 可愛いベイビー (179)　集英社文庫　2006･10
- 危険なふたり (180)　集英社文庫、2007.1
- ディープ・ブルー (181)　集英社文庫、2007.4
- 心の旅 (182)　双葉文庫、2007.5
- ドリーム (185)　PHP研究所、2007.8
  - 加筆の上、『Dの変身』に改題　PHP文芸文庫、2011.3
- 生きてるうちに、さよならを (186)　集英社文庫、2007.10

#### マインドミステリー
- 孤独 (121)  新潮文庫　2001.1
- ぼくが愛したサイコ (153)　JOY NOVELS　2003.9
- ドクターM殺人事件 (166)　JOY NOVELS　2005.4
  - 加筆、内容変更をして『王様のトリック』に改題　双葉文庫、2010.12

#### ホラー
- 初恋 (049)　角川ホラー文庫　1993.7
- 文通 (061)　角川ホラー文庫　1994.4
- 先生 (078)　角川ホラー文庫　1995.8
- 家族の肖像 (084)　中央公論社　1996.2
  - 『踊る少女』に改題　角川ホラー文庫
- ふたご (090)　角川ホラー文庫　1996.8
- iレディ (111)　角川ホラー文庫　1999.8
- ケータイ (115)　角川ホラー文庫　1999.12
- お見合い (125)　角川ホラー文庫　2001.6
- ☆神保家 三部作
  - 卒業 (135)　角川ホラー文庫　2002.3
  - 樹海 (144)　角川ホラー文庫　2003.1
  - 時計 (165)　角川ホラー文庫　2005.1
- オール (138)　ハルキ・ホラー文庫、2006.9
- Black Magic Woman (145)　JOY NOVELS (有楽出版社)　2003.1
  - 『黒魔術の家』に改題　角川ホラー文庫
- かげろう日記 (146)　角川ホラー文庫　2003.3
- ボイス (148)　角川ホラー文庫　2003.4
  - 同名の韓国映画のノベライズ。
- トンネル (152)　角川ホラー文庫　2003.9
- スイッチ (155)　角川ホラー文庫　2004.1
- ついてくる―京都十三夜物語 (122)　アミューズブックス　2001.4
  - デザイナーの平木千草との共作。
  - 『ついてくる』に完全改稿、文庫化 (157)　角川ホラー文庫　2004.3
- ナイトメア (159)　角川ホラー文庫　2004.6
  - 韓国映画『友引忌』のノベライズ。
- 姉妹―Two Sisters― (160)　角川ホラー文庫　2004.7
  - 韓国映画『箪笥』のノベライズ。
- ビンゴ (168)　角川ホラー文庫　2005.7
- グリーン・アイズ (175)　角川ホラー文庫　2006.3
- 憑依─HYOU・I─ (178)　角川ホラー文庫　2006.9
- 性格交換 (183)　ハルキ文庫　2007.5
- 携帯フォビア (187)　JOY NOVELS　2007.10
- マタンゴ 最後の逆襲 (188)　角川ホラー文庫　2008.1
  - 東宝映画『マタンゴ』の正式な続編。
- ケータイ紛失！ (189)　ハルキ文庫　2008.2
  - 『ケータイをヤバい男に拾われて』に改題 双葉文庫 2022.3
- 勝手に甦る記憶 (192)　ハルキ文庫　2008.6
- 月のうさぎ (196)　角川ホラー文庫　2009.2
- 危険なケータイ (199)　ハルキ文庫　2009.7
- ボクサー (203)　角川ホラー文庫　2010.1
- 赤ずきん (207)　角川ホラー文庫　2010.5
- ソックリさん (216)　角川ホラー文庫　2011.2
- ウイニングボール (上・下) (220)　ハルキ文庫　2011.11
- 13の幻視鏡 (227)　角川ホラー文庫　2013.2
  - 書籍化されていなかった12作を収録した短編集

#### ナミダ系ホラー
- ゼームス坂から幽霊坂 (119)　双葉文庫、2000.9
- あじゃ@109 (127)　ハルキ・ホラー文庫　2001.8

### その他
- 王様殺人事件（将棋研究本、伊藤果七段共著） (091)　毎日コミュニケーションズ、1996.11
- 多重人格の時代―人間関係のピンチを脱する大逆転の発想 (097)　PLAY BOOKS(青春出版社)、1997.2
- がん宣告マニュアル 感動の結論 (102)　アミューズブックス　1997.7
  - 『こころのくすり箱―いのちのエピローグ』に改題
- 正しい会社の辞め方教えます (106)　カッパ・ブックス、1998.6
- たった3カ月でTOEICテスト905点とった (109)　ダイヤモンド社、1999.6
- 京都瞑想2000 (116)　アミューズブックス、2000.1
- マジックの心理トリック (169)　角川oneテーマ21、2005.7
- その日本語が毒になる！ (191)　PHP新書、2008.5
- 脳に効くことわざ (204)　ワニブックス【PLUS】新書、2010.2
- 続・脳に効くことわざ (208)　ワニブックス【PLUS】新書、2010.6
- 秋葉原耳かき小町殺人事件―私たちは「異常者」を裁けるか (215)　ワニブックス【PLUS】新書、2011.2
- ヒマラヤの風にのって 進行がん、余命3週間の作家が伝えたかったこと (226)　角川書店、2012.7
- 怪談より怖い5つのアメージング・ストーリー（朝日新聞社ウェブサイトにて2009年8月6日から同年9月3日に連載されたコラム[10]。全5回。書籍収録なし）

## 映像化

### 映画
- 11037日目の夫婦（2006年、角川映画、主演：西岡徳馬）
  - 短編ホラーオムニバス『ラブサイコ』の1編。『ラブサイコ 情炎のホラー』としてDVDソフト化。
  - 原作は短編集『踊る少女』収録の同名短編。

### テレビドラマ
テレビ東京系
- 女と愛とミステリー
  - 修善寺温泉殺人事件（2002年8月11日、主演：愛川欽也）

TBS系
- 月曜名作劇場
  - 温泉殺人事件シリーズ（2016年5月30日、主演：片岡鶴太郎）
  - ミステリー作家・朝比奈耕作シリーズ（2016年6月6日・2018年3月12日、主演：小泉孝太郎）
- 土曜サスペンス（BS-TBS）
  - 精神分析医 氷室想介の事件簿 精神分析医 氷室想介の事件簿～超高層ビル密室殺人の謎～（2022年2月26日、主演：小泉孝太郎）
  - 精神分析医 氷室想介の事件簿２～ベストセラー小説に隠された殺人事件の謎～（2023年10月1日、主演：小泉孝太郎）

## 関連人物
- 森村誠一
- 亀海昌次